# Social justice warriors

Guerrers de la justícia social.

Els Guerrers de la justícia social (en anglès: Social Justice Warriors) són unes persones que expressen i promouen unes visions socialment progressistes. És un terme que és considerat actualment com a pejoratiu, en referència una persona que es veu a si mateixa com "políticament correcta", pel fet de seguir unes postures socialment considerades com a progressistes o d'esquerres, incloent el feminisme, els drets civils, el multiculturalisme, i la identitat política o cultural.
L'acusació de ser un SJW (un guerrer de la justícia social), implica que la persona cerca la validació personal sobre qualsevol convicció profundament arrelada, i que fa servir uns arguments de justícia social o d'activisme, per a elevar la seva pròpia reputació personal, el seu propi egocentrisme, o per justificar el seu propi odi i racisme contra algun grup ètnic determinat, quelcom que també és conegut com la "senyalització de la virtut".

## Origen

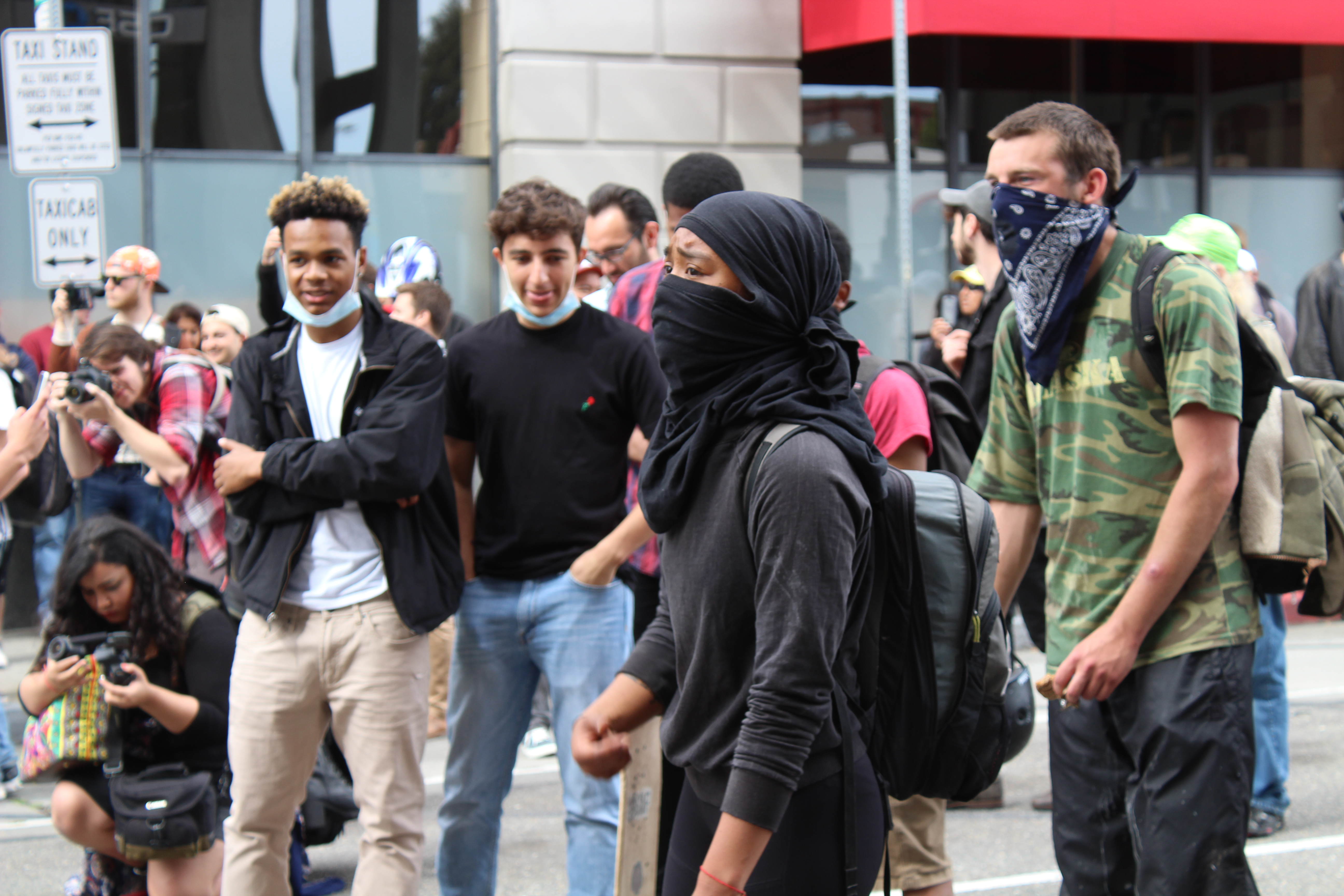
Activistes a Berkeley.

En 1824, el terme "justícia social" es referia a justícia en l'àmbit social. Abby Ohlheiser va escriure a The Washington Post que "Social Justice Warrior" i les seves variants s'han vingut utilitzant com una expressió d'elogi en el passat, i dona un exemple de l'any 1991. Ella va citar a Katherine Martin, la directora dels O.S Dictionaries de l'Oxford University Press, que va afirmar: "Tots els exemples que he vist fins fa bé poc idolatren a la persona". D'acord amb The Washington Post, l'ús de l'expressió amb connotació positiva va continuar des de 1990 passat pel 2000. En el moment de la publicació de l'article a l'octubre de 2015, Martin va dir que "els lexicògrafs no han fet una recerca exhaustiva de la citació més recent del terme".
El terme va començar a ser usat de manera pejorativa al voltant de 2011, però es va popularitzar el seu ús en 2014, en part per l'ús que li donaven els integrants del moviment Gamergate per referir-se als seus adversaris; per contra, en anys previs es feia servir predominantment com un compliment.